# Blue Weekend
Blue Weekend è il terzo album in studio del gruppo musicale britannico Wolf Alice, pubblicato il 4 giugno 2021 dalla Dirty Hit.

## Pubblicazione
Il 24 febbraio 2021 i Wolf Alice hanno annunciato il titolo dell'album, fissando la data d'uscita all'11 giugno dello stesso anno. A inizio maggio hanno dichiarato di aver anticipato tale data di una settimana.

## Promozione
I primi due singoli, The Last Man on Earth e Smile, sono stati pubblicati rispettivamente il 24 febbraio 2021 e il 20 aprile con la stessa modalità: hanno fatto il loro debutto nel programma di Annie Mac di BBC Radio 1 e i relativi videoclip sono stati resi disponibili un'ora dopo. L'11 maggio è uscito il terzo singolo No Hard Feelings, accompagnato dal video,  questa volta anticipato in occasione del programma di Zane Lowe su Apple Music, mentre il quarto singolo How Can I Make It OK?, con relativo video musicale, è stato pubblicato il 3 giugno.

## Accoglienza
| Recensione           | Giudizio |
| -------------------- | -------- |
| AllMusic             |          |
| The Daily Telegraph  |          |
| DIY                  |          |
| The Guardian         |          |
| The Independent      |          |
| The Line of Best Fit | 9/10     |
| NME                  |          |
| The Scotsman         |          |

Blue Weekend ha ottenuto l'acclamo universale dalla critica musicale. Su Metacritic, sito che assegna un punteggio normalizzato su 100 in base a critiche selezionate, l'album ha ottenuto un punteggio medio di 94 basato su sedici critiche.

## Tracce
1. The Beach – 2:35
2. Delicious Things – 5:04
3. Lipstick on the Glass – 4:07
4. Smile – 3:16
5. Safe from Heartbreak (if You Never Fall in Love) – 2:32
6. How Can I Make It OK? – 4:47
7. Play the Greatest Hits – 2:27
8. Feeling Myself – 4:43
9. The Last Man on Earth – 4:21
10. No Hard Feelings – 2:35
11. The Beach II – 3:39

## Successo commerciale
Nella Official Albums Chart britannica Blue Weekend ha esordito al primo posto con 36 182 unità di vendita, di cui 29 587 copie pure, diventando il primo album numero uno dei Wolf Alice. Nella Irish Albums Chart ha debuttato al 3º posto, regalando al gruppo la loro prima top ten nella classifica e risultando il disco più scaricato della settimana.
Nella ARIA Albums Chart è diventato il primo ingresso dei Wolf Alice nella top ten, piazzandosi alla 9ª posizione.

## Classifiche
| Classifica (2021) | Posizione massima |
| ----------------- | ----------------- |
| Australia         | 9                 |
| Belgio (Fiandre)  | 52                |
| Irlanda           | 3                 |
| Paesi Bassi       | 96                |
| Svizzera          | 25                |
| Regno Unito       | 1                 |